# Siemens Viaggio Next Level
Viaggio Next Level von Siemens Mobility sind Wagenzüge als Nachfolger der Viaggio Comfort, die von den Österreichischen Bundesbahnen (ÖBB) als railjet der zweiten Generation und als nightjet der zweiten Generation eingesetzt werden.